# Mieminská náhorní plošina
Mieminská náhorní plošina (německy Mieminger Plateau) je horská terasa v nadmořské výšce 850 až 1000 metrů nad údolím Oberinntal v rakouské spolkové zemi Tyrolsko na jižním úpatí Mieminského pohoří. Na náhorní plošině leží obce Wildermieming, Mieming, Obsteig a Mötz.
Nízká náhorní plošina je tvořena přízemními morénami a štěrky, které pravděpodobně pocházejí z würmského zalednění. Na jihu je plošina ohraničena Achberským pohořím (Achbergzug), řetězcem hor z hlavního dolomitu, na jehož druhé straně se nachází údolí řeky Inn (Inntal).
Náhorní plošina je asi 14 km dlouhá a až 4 km široká. S výjimkou okolí Telfsu a Mötzu klesá strmě o 200 metrů dolů do údolí Innu a končí na západě v Holzleitenském sedle, odkud silnice B 189 Mieminger Straße pokračuje do Gurgltalu a do Fernského průsmyku (Fernpass). Z Telfsu a Mötzu vedou přes náhorní plošinu k průsmyku Fern a dále směrem na Augsburg tranzitní cesty, které se pravděpodobně používaly již v římských dobách (Via Claudia Augusta), jak dokládá nedatovaný milník u Holzleitenu.
Oblast je charakteristická svým drobným členěním na pastviny a pole, která se střídají s modřínovými loukami a řídkými lesy. Náhorní plošinu protíná síť pěších a cyklistických stezek a v zimě běžkařských tras, které z ní činí oblíbenou rekreační oblast.
Na náhorní plošině se odehrávají ve fiktivní vesnici Sonnenstein příběhy televizního seriálu Bergdoktor (Doktor z hor).